# Duc de Bellegarde

Armes de Roger II de Saint-Lary, 1er duc de Bellegarde.

Le titre de duc de Bellegarde et pair de France a été créé en septembre 1619 par Louis XIII à partir du marquisat de Seurre en Bourgogne, appartenances et dépendances, au profit de Roger II de Saint-Lary (1562-1646), grand écuyer de France.

## Histoire
En janvier 1646, le duché-pairie fut transféré par Louis XIV du marquisat de Seurre sur le marquisat de Choisy-aux-Loges en Gâtinais orléanais, appartenances et dépendances, lui-même érigé à partir du comté de Choisy-aux-Loges, des terres de Chailly, Amilliers, Belardin, Mézières, Fréville, Sury-aux-Bois, Beauchamps, et du fief des Ruës, appartenances et dépendances.
À la mort du premier titulaire en juillet 1646, le duché ne peut se transmettre puisque Roger de St-Lary n'a pas de descendant direct. Ses héritiers Pardaillan, plus tard ducs d'Antin (le premier duc d'Antin, fils de Mme de Montespan, a marqué le château de Bellegarde), ne sont donc plus que marquis de Bellegarde à Choisy-aux-Loges, qui conserve ainsi son appellation récente de Bellegarde. En revanche, la Maison de Condé s'arroge le titre de duc de Bellegarde, mais de nouveau sur le marquisat de Bellegarde-Seurre que les parents du Grand Condé, le prince Henri II et Charlotte-Marguerite de Montmorency, avaient acheté en 1646 après le transfert du duché à Choisy-aux-Loges (ce transfert était au demeurant la condition de la vente de Seurre par Roger de Saint-Lary aux Condés, qui par ailleurs n'ont jamais eu Bellegarde-Choisy ; leur duché de Bellegarde est d'ailleurs plutôt un titre de courtoisie, le duché n'ayant pas été formellement érigé de nouveau à Seurre par le roi).

## Liste chronologique
1. 1619-1646 : Roger II de Saint-Lary (1562-1646), 1er duc de Bellegarde
2. 1646 : Henri II de Bourbon-Condé (1588-1646), 2e duc de Bellegarde
3. 1646-1686 : Louis II de Bourbon-Condé (1621-1686), le Grand Condé, 3e duc de Bellegarde
4. 1686-1709 : Henri Jules de Bourbon-Condé (1643-1709), 4e duc de Bellegarde
5. 1709-1710 : Louis III de Bourbon-Condé (1668-1710), 5e duc de Bellegarde
6. 1710-1740 : Louis IV Henri de Bourbon-Condé (1692-1740), 6e duc de Bellegarde
7. 1740-1818 : Louis V Joseph de Bourbon-Condé (1736-1818), 7e duc de Bellegarde
8. 1818-1830 : Louis VI Henri de Bourbon-Condé (1756-1830), 8e duc de Bellegarde

## Sources
- Duché de Bellegarde sur le site www.heraldique-europeenne.org (consulté le 16 mai 2009)